# بابلو رودريغيز (لاعب كرة قدم)
بابلو رودريغيز (بالإسبانية: Pablo Rodríguez)‏ (7 مارس 1977 براموس ميخيا في الأرجنتين - ) هو لاعب كرة قدم أرجنتيني في مركز الوسط. شارك مع منتخب الأرجنتين تحت 17 سنة لكرة القدم ومنتخب الأرجنتين تحت 20 سنة لكرة القدم. أما مع النوادي، فقد لعب مع أرجنتينوس جونيورز وأوليمبو ومونتيفيديو واندررز ونادي أتليتيكو كولون ونادي بيرا مار ونادي ليغانيس ونادي نيس وClub El Porvenir ‏.

## وصلات خارجية
- بابلو رودريغيز على موقع قاعدة بيانات كرة القدم.إي يو (الإنجليزية)
- بابلو رودريغيز على موقع ليكيب (الفرنسية)